# Gyula Tóth (Fußballspieler, 1941)
Gyula Tóth (* 20. April 1941 in Kikinda, Jugoslawien; † 1. März 2014) war ein ungarischer Fußballspieler und -trainer. Er spielte auf der Position des Torwarts.

## Laufbahn
Nach der Übersiedlung startete Toth in Deutschland zuerst beim VfL Nürnberg, danach beim ASV Zirndorf in der 2. Amateurliga seine fußballerische Laufbahn, ehe er 1960 als Vertragsspieler zum süddeutschen Oberligisten SpVgg Fürth wechseln konnte. Da bei der Kleeblatt-Elf aber Gerhard Geißler die unumstrittene Nummer eins darstellte, kam der junge Torhüter in drei Runden Oberligafußball nur zu acht Einsätzen. Im ersten Jahr der alten zweitklassigen Fußball-Regionalliga Süd, 1963/64, absolvierte Gyula Toth aber alle 38 Ligaspiele für die Fürther und machte sich einen guten Namen im Kreis der nachrückenden Torhütergarde. Er bekam vom FC Schalke 04 ein Angebot und wechselte in die Fußball-Bundesliga. Er spielte in der Saison 1964/65 beim FC Schalke 04 und von 1965 bis 1968 für die Mannschaft des 1. FC Nürnberg. In der Saison 1966/67 war er ab dem 27. Spieltag, den 1. April 1967, für die Elf aus der Noris im Kampf um den Klassenerhalt im Einsatz. Er gehörte zu den Leistungsträgern beim 1:0-Auswärtserfolg beim Karlsruher SC, dem 1:0-Heimsieg gegen Borussia Mönchengladbach, dem 4:1-Erfolg bei Eintracht Frankfurt und den zwei 2:1-Erfolgen gegen Werder Bremen und 1860 München. Er wurde deshalb als „Retter des Clubs“ gefeiert. Als der „Club“ 1967/68 die deutsche Meisterschaft unter Trainer Max Merkel errang, kam er hinter Stammtorwart Roland Wabra aber nur zu einem Bundesligaeinsatz, mit dem er 1968 Deutscher Meister wurde.
Zur Runde 1968/69 wechselte er für zwei Runden zum SSV Jahn Regensburg in die Fußball-Regionalliga Süd und absolvierte für Jahn 47 Regionalligaspiele. Beim FC 08 Homburg unter Trainer Uwe Klimaschefski kamen in der Regionalliga Südwest von 1970 bis 1972 noch weitere 55 Ligaspiele hinzu. Er absolvierte insgesamt von 1963 bis 1972 140 Regionalliga- und 33 Bundesligaspiele. Nach seiner aktiven Zeit wurde er Trainer. Er trainierte u. a. von 1976 bis 1979 den KSV Hessen Kassel. In der Saison 1979/80 war er Trainer des hessischen Oberligisten FC Hanau 93.